# Gregorio de Rímini
Gregorio de Rímini (Rímini, cerca de 1300 - Viena, 1358) también llamado Gregorio de Arimino, Doctor acutus, Doctor authenticus o Ariminensis (de Rímini), fue un filósofo y teólogo, eremita agustino italiano. Generalmente se lo considera uno de los últimos grandes filósofos escolásticos de la Edad Media.

## Biografía
Gregorio nació en Rímini cerca del año 1300 e ingresó en la Orden de los eremitas de San Agustín. En 1323 ya es maestro de artes. Estudió artes en los claustros de las universidades de Bolonia (1329-1338), Padua (alrededor de 1338), Perugia, París (en los años 1320 y después, como bachiller de las Sentencias (de Pedro Lombardo), en 1342-1346). Recibió el título de maestro en teología en 1345. Estudió particularmente las obras de Guillermo de Occam y de los universitarios de Oxford tanto en Italia como en Francia, siendo el primero en unir las tradiciones de las universidades de París y de Oxford.
En 1347 enseñó en Padua, en 1351 en Perugia, y finalmente en Rímini. Fue nombrado ministro general de la Orden de los eremitas de san Agustín en 1357.
Se opuso al principal teólogo parisino de la época, Pierre Auriol, un semipelagiano. Gregorio de Rímini defendió la teoría de la doble predestinación. Fue admirado por sus estudiantes, quienes lo llamaron Doctor acutus (Doctor agudo) tanto como Doctor authenticus.
Murió en Viena, Austria, en 1358.
El 1 de marzo de 1474 Luis XI prohibió por el edicto de Senlis la enseñanza de los renovadores: "Guillermo de Ockham, Juan de Mirecourt, Gregorio de Rímini, Jean Buridan, Pedro de Ailly, Marsilio de Inghen, Adam Dorp, Alberto de Sajonia y sus similares (otros nominalistas)". La prohibición de leer "todos los libros de los «nominales» fue establecida por Luis XI en abril de 1481. Parece que el temor sobre "el error" de los discípulos de Okcham que juzgaba que "la verdad de una proposición debe ser juzgada sólo según el criterio del sentido literal de las palabras" fue que pusiera en peligro algunas proposiciones de la Biblia o de autoridades.

### Obras
- Cartas de cuando fue maestro general de los Eremitas de san Agustín, editadas por A. de Meijer (Roma, 1976), Mathes (1969): Gregorii de Arimino OSA Registrum Generalatus 1357-1358.
- Comentario a las "Sentencias" de Pedro Lombardo (Lectura super Primum et Secundum Sententiarum (conservadas bajo el título de Ordinatio o Lectura alrededor de 1346) (edición de A. D. Trapp y VC. Marcolino, De Gruyter, Berlin/New York, 1978-1987, 7 tomos).
- Tratado sobre las cuatro virtudes cardinales (De quattuor virtutibus cardinalibus)

### Estudios
- Jean Jolivet, "Sens des propositions et ontologie chez Pierre Abélard et Grégoire de Rimini", en Théories de la phrase et de la proposition de Platon à Averroès, Presses de l'École Normale Supérieure, Paris, 1999, pp. 307-321 (en francés).
- Paul Vignaux, Justification et prédestination au XIV° selon Duns Scot, Pierre d'Auriol, Guillaume d'Occam, Grégoire de Rimini, Bibliothèque de l'École des hautes études en Sciences religieuses, Paris, 1934 (en francés).